# ジョン・ミルン
ジョン・ミルン（John Milne、1850年12月30日 - 1913年7月31日）は、イギリス・リバプール出身の鉱山技師、地震学者、人類学者、考古学者。東京帝国大学名誉教授。日本における地震学の基礎をつくった。

## 略歴

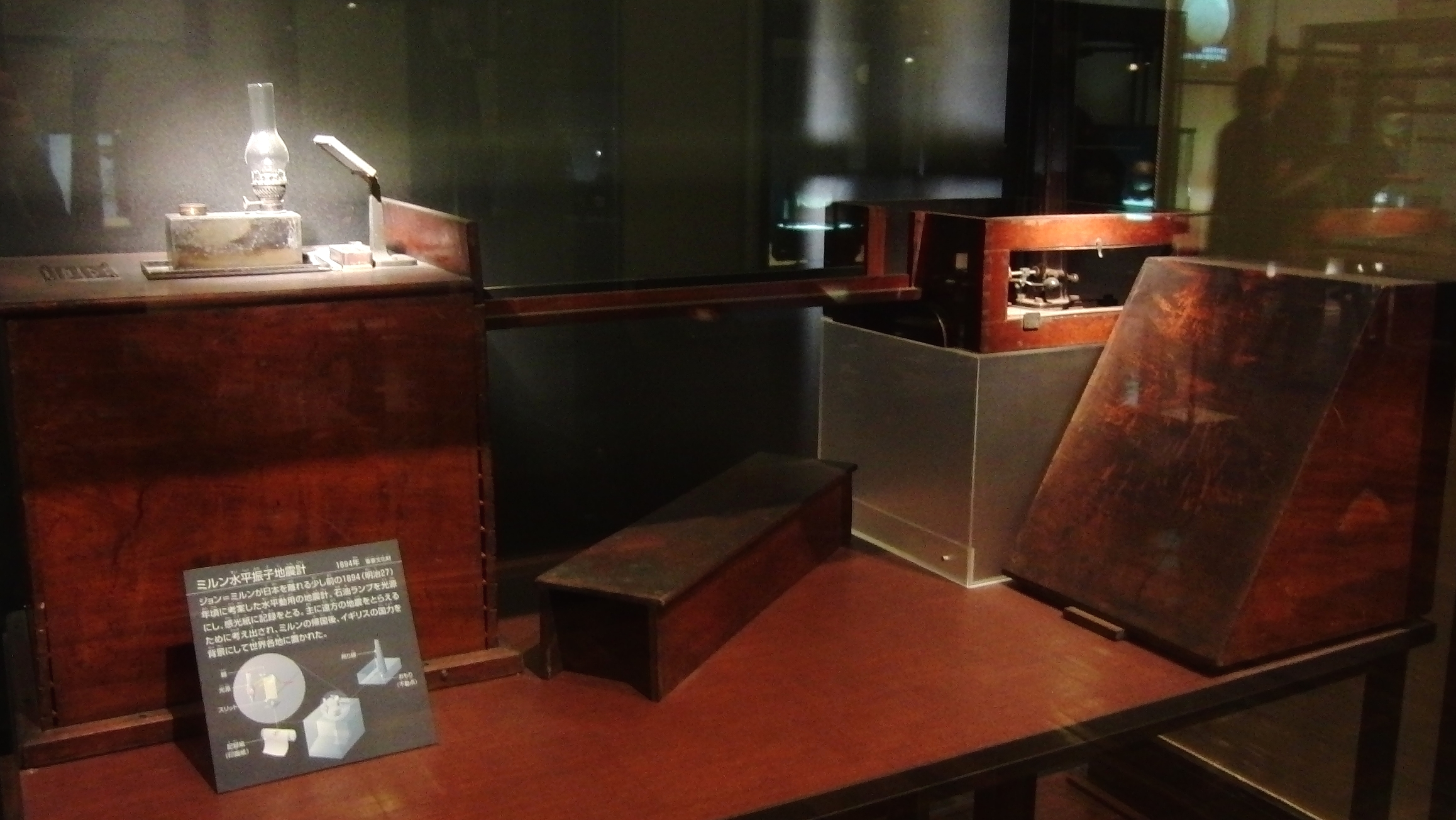
ミルン水平振子地震計。重要文化財。国立科学博物館の展示。

1850年（嘉永3年）リバプール生まれ。工部省工学寮教師に招かれて1876年（明治9年）に来日する。函館でたずさわった調査研究の成果は1877年（明治10年）、『アジア協会誌』に「渡島の火山を訪れて」と題し論文を発表、また浅間山に登り、活火山が珍しかったイギリスで報告した。
貝塚の調査は1878年（明治11年）にモース、ブラキストンらと函館で発掘し、根室市の弁天島でも発見し、1879年12月11日、アジア協会で石器時代の遺跡はコロボックルという先住民が築き、大森など貝塚はアイヌの遺跡と説いた（）。
縄文時代の大森貝塚の絶対年代を2640年前と推定しており、また大森の貝塚はアイヌが築いたと主張して、モースのアイヌ以前説（pre-Ainos）に異論を唱えた
帰京して日本地震学会（1880年–1892年を創設（明治25年–同37年）。工部大学校教師として震災予防調査に関わる文部省事業を受託する。
1890年には東京市（当時）の行政区画改訂に関して、武蔵野台地が地震に脆弱であるという意見書を芳川顕正市区改正委員長あてに送っている。
1894年（明治27年）に「ミルン水平振子地震計」を制作する。
夫人を伴って1895年（明治28年）にイギリスに帰国し、住居を南イングランドのワイト島シャイドに構えて研究を続ける。東京帝国大学名誉教授の称号は、帰国後に授かった。1898年に著書『Earthquakes and other earth movements』（地震学）を出版。
1913年（大正2年）、イギリスで死去する。享年63歳であった。

## 私生活
願乗寺（西本願寺函館別院）の堀川乗経住職の長女・堀川トネと1881年（明治14年）に結婚する。夫人を伴って1895年（明治28年）にイギリスに帰ると、住居を南イングランドのワイト島シャイドに構えて研究を続ける。ジョンの没後、病気を得たトネは1919年（大正8年）に函館に帰り、1925年（大正14年）に息を引き取った。函館市営船見町共同墓地の堀川家墓所に埋葬され、墓石にジョンの名前も刻まれる。

## 図版と復刻
著作『THE GREAT EARTHQUAKE OF JAPAN, 1891』の復刻版は1992年（平成4年）刊行、『サイエンス』）と、2007年の展覧会図録において論考された。

初版掲載の図版類は複写がジェームズ・デイヴィッドソン写真集（ブリティッシュコロンビア大学人類学博物館）に収載され、ウェブで閲覧できる。ジェームズ・デイヴィッドソン写真コレクションの管理者は「オードリー&ハリー・ホーソン図書館・資料館」（Audrey and Harry Hawthorn Library and Archives）。ミルンとバートン著作図版を複写した趣旨を引用する。
内容と範囲：
このコレクションを構成する幻灯機スライド（glass lantern slides）は日本製手彩色のガラス板である。ジェームズ・デイヴィッドソンが1894年から1902年にかけてFormosa（現在の台湾）、そしておそらくは日本でも集めた資料である。デイヴィッドソンはこれらのスライドを使用し講義を行なった。10点を例外として、いずれの写真もいわゆる「お土産写真」と呼ばれる分野に属し主題は「浮世絵」すなわち日本の江戸時代後期（1780年頃から1860年代）の浮世絵版画に見られる主題を連想させる。鶏卵紙に焼き付け繊細な彩色を施した銀塩写真は、同時代の日本写真の特徴の一つを示す。

前述の例外10点中9点は主に『The Great Earthquake of Japan, 1891』（ジョン・ミルン、W・K・デイヴィッドソン著）掲載の写真から、濃尾地震（1891年）の被災状況を捉えた画像を複写、ほとんどの作業は日本で活動した技師兼写真家ウィリアム・キニモンド・バートン（スコットランド）の手による。原書の刊本は人類学博物館図書室（MOA）で閲覧可能。
—以上、同サイトの「Scope and content」の日本語訳。Audrey and Harry Hawthorn Library and Archives

## 主な受賞歴
- 1894年 ライエル・メダル
- 1906年 ベーカリアン・メダル
- 1908年 ロイヤル・メダル

## 著書

### 書籍
- Milne, John (1886). Earthquakes & other earth movements. London. OCLC 1026646177 『地震とその他の地球の運動』（1886年）電子版。xiv, 全363頁。図版、地図、デュオデシモ（ドイツ語版、フランス語版、オランダ語版） （用紙サイズ33cm×42cm）
  - 複製に関する注記：マイクロフィルム制作は大英図書館、1995年。35 mmフィルム、1リール（46コマ）
  - Milne, John; Burton, W.K ([1886?]). The Volcanoes of Japan. Part 1 全12頁、図版10点。函館市中央図書館蔵書[19]。抜き刷りか。
  - Milne, John (2011) (英語) (eBook). The Volcanoes of Japan. Cambridge: Cambridge University Press. OCLC 864195152 電子版、全388頁。
    - 本書初版は1886年にロンドンで刊行、地震がなぜ起こり、陸上と海洋にどのような影響を与えるか論じた。序論で地震学、芸術と科学の関係を考察し、本文は章ごとに地震測定、地震動、地震の原因、火山活動と地震の関係を割り当てて、19世紀末におけるこれらの現象に関する知識の状況を詳細に述べた。著者ジョン・ミルン（1850年-1913年）は日本滞在中に東京で経験した強い地震（1880年）を契機に、地震学に強い関心を抱く。16年後、ミルンは二人の同僚とともに大地震を記録できる地震計初号の開発に取り組む。その指摘に従うと日本では「毎週、地震を記録する機会」に恵まれた。東京工部大学校教授、専門は鉱山学と地質学。
- Milne, John; Burton, W. K. ([1892?]). The great earthquake in Japan, 1891. K. Ogawa.（図版）. Lane, Crawford & Co.. OCLC 1195770727 全10頁、付番のない図版30点（解説1枚付き）、挿絵。『The great earthquake in Japan, 1891』（共著、1892年、英語版）
  - 複製に関する注記：35 mmマイクロフィルム（Research Publications, Inc.〈History of photography ; 1384〉、1981年。コネチカット州ウッドブリッジ）。
  - 第2版 Milne, John; Burton, W. K. ([1894?]). The great earthquake in Japan, 1891. K. Ogawa.（図版） (2nd ed.). Lane, Crawford & Co.. "with 29 Plates by K. Ogawa."。初版は1892年発刊。
- Milne, John (1898). Seismology. Cambridge library collection. Earth Science. Cambridge: Cambridge University Press. doi:10.1017/CBO9781107279957. OCLC 967596698. ISBN 9781107279957, 9781108070294, 110727995X, 1108070299 全342頁、『地震学』（1898年）オンラインの電子版（2004年）は有償[20][21]

### 講演録、専門誌投稿
- Milne, John ([1876?]) (英語) (マイクロフォーム). Ice and ice-work in Newfoundland. CIHM/ICMH Microfiche series = CIHM/ICMH collection de microfiches, no. 18088. London: Trübner, S. Austin. OCLC 499719041. ISBN 9780665180880, 0665180888. マイクロフィッシュ1式（14コマ）、図版あり。注記：『Geological magazine』第II期第III巻（1876年）から抜き刷り、第7号、第8号、第9号（7月、8月、9月号）。全19頁、図版入り、22 cm。
- The transactions of the Asiatic Society of Japan. Asiatic Society of Japan. (1872-). 国立国会図書館書誌ID:000000117252.
  - John Milne。第7号、1879年、p1-。国立国会図書館書誌ID:000000117252-d11225401。
  - John Milne。第8号、1880年。国立国会図書館書誌ID:000000117252-d11225402。
  - John Milne。第22号、1894年、p9-。国立国会図書館書誌ID:000000117252-d11225414。
    - Milne, John (1888) (英語). Across Europe and Asia. Transactions of the Asiatic Society of Japan. OCLC 1348381144 同協会の編集による原本（1879年）より複製。中国露ロシアの旅行記。
- Milne, John; Parkin, Thomas ([1875年-1977年]) (英語) (原稿). Papers and pamphlets relating to eggs of the Great Auk. OCLC 1442617065 折り畳み地図2枚とA5判3部、書簡6枚（折り畳み寸法：18 cm x 11 cm、封筒入り） 1枚彩色20 cm x 21 cm、1枚厚紙 12 cm x 18 cm。
  - 注記: 自然史博物館収蔵史料「オオウミガラスの卵」（Great Auk egg）の解説を記した活版刷り3部[注釈 7]。小さな厚紙には活版で「Egg of the Great Auk」と記す。寄贈者は Lord Lilford。ダラム大学がサザビーズの競売に出品した台座付きのオオウミガラスの卵について、出品リストの頁の切り抜きあり（1977年頃）。
- Milne, John ([1884]) (マイクロフォーム). Recherches sur les tremblements de terre au Japon. Western books on Asia, fiche 11,839. Yokohama: Impr. de l'Echo du Japon, インプリント. OCLC 35725263 全22頁、折込み図版 [2]、図版あり、22 cm。
  - 注記: "Spécialement imprimé pour le Congrès géologique de Berlin."。付録として『Recherches sur les tremblements de terre au Japon』に添えたもの（R. Friedländer & Söhn, 1885年、ベルリン）
  - 複製に関する注記: マイクロフィッシュ制作は Primary Source Media〈Western books on Asia. Japan ; fiche 11,839〉、1996年（コネチカット州ウッドブリッジ）。
- Milne, John (1885) (英語) (マイクロフォーム). Appendix to Recherches sur les tremblements de terre au Japon. Western books on Asia, fiche 11,840. ベルリン: R. Friedländer & Söhn. OCLC 35725270. 全24頁、22 cm。
  - 注記: "Spécialement imprimé pour le Congrès géologique de Berlin."　付録として『Recherches sur les tremblements de terre au Japon』に添えたもの（インプリント、l'Echo du Japon 、[1884年]、横浜）
  - 複製に関する注記: マイクロフィッシュ制作は Primary Source Media〈Western books on Asia. Japan ; fiche 11,840〉、1996年 （コネチカット州ウッドブリッジ）。
- Milne, John ([1886?]). The geology of Japan : a shorthand report of a lecture on the subject delivered at the Public Hall : on the 26th of March, 1886. Yokohama: Yokohama Natural History Society. OCLC 798578380 全24頁、15 cm。
- Milne, John (1886) (英語). Causes of earthquakes; an address delivered. Tokyo: the Rigaku kyokai 全20頁、19 cm。
- Milne, John ([1899?]) (マイクロフォーム). Civil time, or, Tables showing the differences in time between that used in various parts of the world and Greenwich mean time. CIHM/ICMH microfiche series, no. 10115. [記載なし]. OCLC 635579617. ISBN 9780665101151, 0665101155. マイクロフィッシュ1式（16コマ）換算表。抜き刷りか？『The Geographical journal』1899年2月。
  - 複製に関する注記：原本はカナダのオタワ州 Library of the Public Archives of Canada 蔵書。複製の制作は、Institute for Historical Microreproductions による（1981）。
- British Association for the Advancement of Science, John MILNE ([1911]) (マイクロフォーム). A Catalogue of Destructive Earthquakes, A.D. 7 to A.D. 1899. : By John Milne. OCLC 81245169 各92頁、全8巻。
- 「日本の石器時代についての論文」（東大理学部生物学科図書室所蔵〈松村文庫283〉）[22]
  - 鳥居龍蔵「ジョン・ミルンの大森貝塚年代考察に就て」『武蔵野』第26巻第1号、1939年4月、3-10頁、NDLJP:7932573。

## 訳書・伝記
- 『ミルンの日本人種論 : アイヌとコロポクグル』吉岡郁夫・長谷部学 共訳、雄山閣出版、1993年。ISBN 4639011849
- 『明治日本を支えたイギリス人 : 地震学者ミルン伝』レスリー・ハーバート＝ガスタ、パトリック・ノット 著、宇佐美龍夫 監訳、日本放送出版協会、1982年。ISBN 4140082690
- Rockwood Academy Collection、John Milne『Copy of letter written by John Milne, pupil of Rockwood Academy in 1880』OCLC 1349854679、原稿、1961年。英語。

## ジョン・ミルンが登場するノンフィクション小説
- 森本貞子『女の海溝 : トネ・ミルンの青春』文芸春秋、1981年9月。NDLJP:12285243。
- 上山明博『関東大震災を予知した二人の男 : 大森房吉と今村明恒』産経新聞出版、2013年8月。ISBN 978-4-8191-1224-6。